# Polydrusini
Polydrusini (лат.) — триба жуков-долгоносиков из подсемейства Entiminae.

## Описание
Внешне отличаются короткой формой рострума, длина которого превышает его ширину не более чем в два раза, а усики изогнуты. От среднего до довольно большого размера, удлинённые, коричневатые долгоносики с коротким широким рылом. Тело покрыто чешуей, которая может быть светло-коричневатой или металлически-зеленой. Усики прикреплены в ямках, не открытых вверх (в отличие от внешне очень похожих Phyllobiini). Взрослые жуки часто встречаются на листьях различных кустарников и деревьев. Группа широко распространена во всех частях света. Около 350 видов. 
- Liophloeus tessulatus
- Polydrusus mollis

## Классификация
Таксон был впервые выделен в 1823 году шведским энтомологом Карлом Иоганном Шёнгерром (1772—1848).
- Apodrosus Marshall, 1922 — 23 вида
- Auchmeresthes Kraatz, 1862 — 3
- Bremondiscytropus Hoffmann, 1942 — 2
- Cautoderus Sharp, 1911 — 2 arter
- Gobidrusus Korotyaev, 1979 — 1
- Homapterus Fairmaire, 1857 — 5
- Liophloeus Germar, 1817 — 10
  - Liophloeus tessulatus (Müller, 1776)
- Metadrosus Schilsky, 1910 — 9
- Pachyrhinus Schoenherr, 1823 — 35
- Polydrosodes Champion, 1911 — 1
- Polydrusus Germar, 1817 — 253
- Pythis Champion, 1911 — 1
- Rungsythropus Hoffmann, 1953 — 1
- Sciadrusus Sharp, 1911 — 1
- Sitonapterus Reitter, 1913 — 1